# Fudbalski savez Srbije
Der Fudbalski savez Srbije (FSS) (serbisch-kyrillisch Фудбалски савез Србије; „Serbischer Fußball-Bund“) ist die Dachorganisation der serbischen Fußballverbände. Er wurde am 18. April 1919 in Zagreb als »Nogometni Savez Jugoslavije« gegründet, hat seinen Sitz in der Hauptstadt Belgrad und ist Mitglied der FIFA und der UEFA. Als nationaler Fußball-Bund organisiert der FSS die serbischen Fußballnationalmannschaften und bestimmt die Nationaltrainer.
Nach dem Zerfall des sozialistischen Jugoslawien 1992 wurde ein neues Jugoslawien gegründet, welches aus den Teilrepubliken Serbien und Montenegro bestand. Sie behielt den Namen Jugoslawien bis 2003, als das Land seinen Namen in Serbien und Montenegro änderte. Diese Vereinigung dauerte bis 2006. Der Fußball-Bund Montenegros (FSCG) verließ nach der Unabhängigkeit beider Republiken den gemeinsamen Fußball-Bund von Serbien und Montenegro (FSSCG). Somit ist der Serbische Fußball-Bund seit 2006 selbständig, der den Sitz in der FIFA und UEFA sowie die Punkte in der UEFA-Fünfjahreswertung übernahm. Der FSS trug die Qualifikation zur Fußball-Europameisterschaft 2008 zum ersten Mal unter diesem Namen aus.

## Wettbewerbe
Ab der Saison 2006/07 werden alle Fußballwettbewerbe in Serbien vom Serbischen Fußball-Bund organisiert und durchgeführt. Die Wettbewerbe sind folgendermaßen aufgeteilt:
- Super liga (1. Liga – 16 Vereine)
- Prva liga (2. Liga – 16 Vereine, ab 2015/16 12 Vereine)
- Srpska Liga (3. Liga bestehend aus vier Sektionen)
  - Srpska liga Beograd, Srpska liga Vojvodina, Srpska liga Istok, Srpska liga Zapad (je 16 Vereine)
- Juniorenligen von der A- bis zur C-Jugend
- Futsal liga (12 Vereine)
- Super liga - Žene (1. Frauen-Liga) (8 Vereine)
- Prva liga - Žene (2. Frauen-Liga) (8 Vereine)
- Kup Srbije (Serbischer Fußballpokal)

## Der FSS in Zahlen
- Registrierte Fußballvereine: 2.482
- Mannschaften in den Vereinen aller Jahrgänge: 4.368
- Ligen: 365
- Registrierte Fußballspieler: 146.854
- Fußballtrainer mit Diplom: 4.901
- Fußballschiedsrichter: 4.032
- Medizinisches Personal in den Vereinen: 1.146[1]

## Organisation
Dem Serbischen Fußball-Bund unterliegen die folgenden fünf territoriale Verbände:
- Fudbalski savez Beograda
- Fudbalski savez regiona istočne Srbije
- Fudbalski savez Kosova i Metohije
- Fudbalski savez Vojvodine
- Fudbalski savez regiona zapadne Srbije

## UEFA-Fünfjahreswertung
Platzierung in der UEFA-Fünfjahreswertung:
(in Klammern die Vorjahresplatzierung). Die Kürzel CL, EL und CO hinter den Länderkoeffizienten geben die Anzahl der Vertreter in der Saison 2025/26 der Champions League, der Europa League sowie der Conference League an.
- 17.  (21)  Israel (Liga, Pokal) – Koeffizient: 31.125 – CL: 1, EL: 1, CO: 2
- 18.  (14)  Ukraine (Liga, Pokal) – Koeffizient: 28.000 – CL: 1, EL: 1, CO: 2
- 19.  (11)  Serbien (Liga, Pokal) – Koeffizient: 27.775 – CL: 1, EL: 1, CO: 2
- 20.  (19)  Kroatien (Liga, Pokal) – Koeffizient: 25.525 – CL: 1, EL: 1, CO: 2
- 21.  (24)  Polen (Liga, Pokal) – Koeffizient: 25.375 – CL: 1, EL: 1, CO: 2

Stand: Ende der Europapokalsaison 2023/24